# Bernie Federko
Bernard Allan Federko, född 12 maj 1956 i Foam Lake, Saskatchewan, är en kanadensisk före detta professionell ishockeyspelare. Federko spelade i NHL för St. Louis Blues och Detroit Red Wings åren 1976–1990.

## Karriär
Bernie Federko valdes av St. Louis Blues i NHL-draften 1976 som sjunde spelare totalt efter en framgångsrik juniorkarriär med Saskatoon Blades i WCHL. Han debuterade i NHL säsongen 1976–77 med 23 poäng på 31 matcher. Genombrottet kom under tredje säsongen i ligan, 1978–79, då Federko gjorde 95 poäng på 74 matcher. 
I Stanley Cup-slutspelet 1986 gjorde Federko 7 mål och 14 assist för totalt 21 poäng på 19 matcher då St. Louis Blues förlorade i semifinalen mot Calgary Flames med 4-3 i matcher. Med sina 21 poäng delade han segern i slutspelets poängliga med lagkamraten Doug Gilmour.
Bernie Federko gjorde sammanlagt 1073 poäng på 927 grundseriematcher i NHL, samt 101 poäng på 91 slutspelsmatcher, för St. Louis Blues innan han byttes bort till Detroit Red Wings inför säsongen 1989–90 tillsammans med Tony McKegney i utbyte mot Adam Oates och Paul MacLean. Det blev dock endast en säsong med Red Wings för Federkos del under vilken han gjorde 57 poäng på 73 matcher, vilket gav totalt 1130 poäng på 1000 spelade grundseriematcher i NHL.
Federko valdes in i Hockey Hall of Fame 2002.

## Statistik
| 1973–74     | Saskatoon Blades  | WCHL        | 68   | 22  | 28  | 50   | 19  | 6  | 0  | 0  | 0   | 2  |
| 1974–75     | Saskatoon Blades  | WCHL        | 66   | 39  | 68  | 107  | 30  | 17 | 15 | 7  | 22  | 8  |
| 1975–76     | Saskatoon Blades  | WCHL        | 72   | 72  | 115 | 187  | 108 | 20 | 18 | 27 | 45  | 8  |
| 1976–77     | Kansas City Blues | CHL         | 42   | 30  | 39  | 69   | 41  | —  | —  | —  | —   | —  |
| 1976–77     | St. Louis Blues   | NHL         | 31   | 14  | 9   | 23   | 15  | 4  | 1  | 1  | 2   | 2  |
| 1977–78     | St. Louis Blues   | NHL         | 72   | 17  | 24  | 41   | 27  | —  | —  | —  | —   | —  |
| 1978–79     | St. Louis Blues   | NHL         | 74   | 31  | 64  | 95   | 14  | —  | —  | —  | —   | —  |
| 1979–80     | St. Louis Blues   | NHL         | 79   | 38  | 56  | 94   | 24  | 3  | 1  | 0  | 1   | 2  |
| 1980–81     | St. Louis Blues   | NHL         | 78   | 31  | 73  | 104  | 47  | 11 | 8  | 10 | 18  | 2  |
| 1981–82     | St. Louis Blues   | NHL         | 74   | 30  | 62  | 92   | 70  | 10 | 3  | 15 | 18  | 10 |
| 1982–83     | St. Louis Blues   | NHL         | 75   | 24  | 60  | 84   | 24  | 4  | 2  | 3  | 5   | 0  |
| 1983–84     | St. Louis Blues   | NHL         | 79   | 41  | 66  | 107  | 43  | 11 | 4  | 4  | 8   | 10 |
| 1984–85     | St. Louis Blues   | NHL         | 76   | 30  | 73  | 103  | 27  | 3  | 0  | 2  | 2   | 4  |
| 1985–86     | St. Louis Blues   | NHL         | 80   | 34  | 68  | 102  | 34  | 19 | 7  | 14 | 21  | 17 |
| 1986–87     | St. Louis Blues   | NHL         | 64   | 20  | 52  | 72   | 32  | 6  | 3  | 3  | 6   | 18 |
| 1987–88     | St. Louis Blues   | NHL         | 79   | 20  | 69  | 89   | 52  | 10 | 2  | 6  | 8   | 18 |
| 1988–89     | St. Louis Blues   | NHL         | 66   | 22  | 45  | 67   | 54  | 10 | 4  | 8  | 12  | 0  |
| 1989–90     | Detroit Red Wings | NHL         | 73   | 17  | 40  | 57   | 24  | —  | —  | —  | —   | —  |
| WCHL totalt | WCHL totalt       | WCHL totalt | 206  | 133 | 211 | 344  | 157 | 43 | 33 | 34 | 67  | 18 |
| NHL totalt  | NHL totalt        | NHL totalt  | 1000 | 369 | 761 | 1130 | 487 | 91 | 35 | 66 | 101 | 83 |